# Le Chef d'orchestre
Pour les articles homonymes, voir Chef d'orchestre (homonymie).
Pour plus de détails, voir Fiche technique et Distribution.
Le Chef d'orchestre (Dyrygent) est un film dramatique polonais réalisé par Andrzej Wajda, sorti en 1980. 
Au Festival de Berlin 1980, le film vaut au comédien franco-polonais Andrzej Seweryn l'Ours d'argent du meilleur acteur. 

## Fiche technique
- Titre : Le Chef d'orchestre
- Titre original : Dyrygent
- Réalisation : Andrzej Wajda
- Scénario : Andrzej Kijowski
- Directeur de la photographie : Sławomir Idziak
- Pays d'origine :  Pologne
- Format : Couleurs - Mono - 35 mm
- Genre : Film dramatique
- Durée : 101 minutes
- Date de sortie : 1980

## Distribution
- John Gielgud : John Lasocki
- Krystyna Janda : Marta
- Andrzej Seweryn : Adam Pietryk
- Jan Ciecierski : père de Marta
- Maria Seweryn : Marysia
- Józef Fryzlewicz : gouverneur
- Janusz Gajos : High Official
- Mary Ann Krasinski : ami de Marta
- Anna Lopatowska : Anna
- Mavis Walker : Lilian
- Tadeusz Czechowski : Tadzio
- Marek Dabrowski : officiel
- Stanislaw Górka : joueur de basse